# لیولد کوآرترمن
لیولد کوآرترمن (انگلیسی: Lloyd Quarterman؛ زاده ۳۱ مه ۱۹۱۸ درگذشته ۱۹۸۲) یک شیمی‌دان بود.وی در طی جنگ جهانی دوم از اعضای پروژه منهتن بود.